# Risako Kawai
Risako Kawai (川井 梨紗子, Kawai Risako), née le 21 novembre 1994 à Tsubata, est une lutteuse japonaise.

## Biographie
Elle commence à pratiquer la lutte libre en deuxième classe de l'école élémentaire. Ses deux parents pratiquaient également la lutte. À côté de sa carrière de lutteuse, elle est aujourd'hui étudiante dans une université privée d'Ōbu.

## Palmarès

### Jeux olympiques
- Jeux olympiques d'été de 2016 à Rio de Janeiro :
  -  Médaille d'or en catégorie des moins de 63 kg

### Championnats du monde
- Championnats du monde de lutte 2015 à Las Vegas :
  -  Médaille d'argent en catégorie des moins de 63 kg
- Championnats du monde de lutte 2017 à Paris :
  -  Médaille d'or en catégorie des moins de 60 kg